# Quatre mois, trois semaines, deux jours
Pour plus de détails, voir Fiche technique et Distribution.
Quatre mois, trois semaines, deux jours (Patru luni, trei săptămâni şi două zile) est un film belgo-roumain réalisé par Cristian Mungiu, sorti en 2007. Il reçoit la Palme d'or au 60e festival de Cannes.

## Synopsis
En Roumanie, lors des dernières années du pouvoir du président Nicolae Ceaușescu, une étudiante tente de se faire avorter avec l'aide de sa colocataire.

## Fiche technique
- Titre : Quatre mois, trois semaines, deux jours ou 4 mois, 3 semaines et 2 jours
- Titre original : Patru luni, trei săptămâni şi două zile ou 4 luni, 3 săptămâni și 2 zile
- Réalisation : Cristian Mungiu
- Scénario :  Cristian Mungiu
- Photographie : Oleg Mutu
- Montage : Dana Bunescu
- Mixage : Cristinel Sirli
- Décors : Mihaela Poenaru
- Costumes : Dana Istrate
- Production : Cristian Mungiu, Oleg Mutu,  Philippe Avril
- Société de production : Mobra Films Productions, Unlimited
- Société de distribution : BAC Films
- Pays d'origine :  Roumanie
- Langue originale : roumain
- Métrage : 3 119 mètres
- Format : Couleur — 35 mm — 2,35:1 — Son : Dolby Digital
- Genre : Film dramatique
- Durée : 113 minutes (1 h 53)
- Dates de sortie :
  -  France : 17 mai 2007 (Festival de Cannes), 29 juin 2007 (Festival de La Rochelle), 7 juillet 2007 (Paris Cinéma), 29 août 2007 (sortie nationale)
  -  Roumanie : 1er juin 2007 (Festival Internation du Film de Transylvanie)
  -  Belgique : 19 septembre 2007

## Distribution
- Anamaria Marinca (VF : Céline Melloul) : Otilia
- Laura Vasiliu (VF : Sybille Tureau) : Găbița
- Vlad Ivanov (VF : Frédéric Popovic) : Domnu' Bebe
- Alex Potocean (VF : Taric Mehani) : Adi
- Luminița Gheorghiu (VF : Sophie Deschaumes) : Doamna Radu
- Adi Carauleanu (VF : Hervé Caradec) : Dr Radu, le père de Adi
- Liliana Mocanu (VF : Julie Carli) : réceptionniste de l'hôtel Unireal
- Tania Popa : réceptionniste de nuit
- Teodor Corban : réceptionniste de l'hôtel Unireal
- Cerasela Iosifescu (VF : Alexandra Vandernoot) : réceptionniste Tineretului
- Doru Ana : Benzanirul
- Eugenia Bosânceanu (VF : Anne Plumet) : la mère du bébé Domnu
- Ion Sapdaru (VF : Sylvain Lemarié) : Dr Rusu
- Cristina Burbuz (VF : Marie Marczak) : Marie-Jeanne Rusu
- Marioara Sterian (VF : Christine Delaroche) : Adela Racoviceanu
- Emil Coseru (VF : Bernard-Pierre Donnadieu) : Dr Racoviceanu
- Georgeta Păduraru Burdujan (VF : Marion Game) : Mrs. Aldea
- Geo Dobre (VF : Jean-Claude Dreyfus) : Dr Aldea
- Mădălina Ghițescu : Dora
- Cătălina Harabagiu : Mihaela
- Sânziana Târța : Carmen
- Mihaela Alexandru : Daniela
- Hazim E'Layan : Ahmed

## Accueil

### Polémiques et controverses
Le sujet délicat du film (l'avortement rendu illégal par un décret inique, mais aussi l'existence de dictatures totalitaires en Europe centrale et de l'Est jusque dans la dernière décennie du XXe siècle) et la manière de traiter ce thème ont engendré plusieurs polémiques et controverses.
En France, des associations anti-avortement, et certaines personnes comme la ministre Christine Boutin, ont voulu interdire le DVD pédagogique promis par le Prix de l'Éducation nationale que le film avait reçu lors du Festival de Cannes. Les contestations face à l'éventualité de cette censure, largement relayée par les médias, ont néanmoins conduit le ministre de l'éducation, Xavier Darcos, à autoriser ce DVD. La controverse était d'autant plus étonnante que le film adopte une position neutre vis-à-vis de l'avortement, ce que confirma l'actrice Anamaria Marinca lors d'une interview en présence du réalisateur : « Nous avons mis un point d'honneur à ne pas prendre parti pour laisser le spectateur se forger son opinion ». D'autre part, le film a finalement été classé « tout public » en France par la commission de classification, assorti d'un bandeau d'avertissement pour les spectateurs sensibles, ce qui a facilité la décision du ministre de diffuser le DVD.
Lors de la sortie du film, le Vatican a fait part de son indignation : « À présent que le recours excessif aux scènes de sexe a épuisé le potentiel d'attraction (du public), un nouveau coup bas est infligé à la dignité du spectateur, avec ce film récompensé par la Palme d'or : un signal dramatique d'un retour à la barbarie, individuel comme collectif, de nos consciences (...). On parle avec désinvolture de fœtus comme s'il s'agissait de choses, d'objets, et non pas d'êtres humains, appelés à la vie puis martyrisés, trucidés et jetés à la poubelle. »

## Distinctions
- Palme d'or et prix FIPRESCI au Festival de Cannes 2007
- Grand prix au Festival international du film de Stockholm 2007
- Prix de l'Éducation nationale et Prix FIPRESCI au Festival de Cannes
- European Award du meilleur film et du meilleur réalisateur 2007
- Goya du meilleur film européen 2009

## Analyse
Le film montre les conditions de vie difficiles sous le régime communiste de Roumanie, l'importance du marché noir pour s'alimenter ou se soigner, le retard de versement des salaires, le contrôle du parti communiste roumain sur la société, les effets délétères du décret 770 réglementant l'avortement en Roumanie et les mille manières d'y échapper et de survivre. C'est un film sur le besoin de reprendre le contrôle de sa féminité et de son corps, de les soustraire à la coercition de l'État totalitaire, en dépit des dangers d'arrestations inhérents à cette démarche.
Le film surprend le spectateur à plusieurs niveaux : le « faiseur d'anges » est un homme, l'héroïne n'est pas la femme enceinte, l'absence de rebondissements spectaculaires, un déroulement de l'action en moins de vingt-quatre heures.
Au-delà de la question éthique, le réalisateur fait de l'avortement un acte de résistance contre la dictature en place. Dans l'atmosphère oppressante de l'époque (la chambre universitaire ressemble à une prison, les passagers de la voiture semblent coincés, les longs couloirs sombres, etc.) où l'on sent le poids du contrôle de la société et de l'État sur les individus, la transgression reste la seule issue pour ouvrir de petits espaces de liberté.
Le film aborde enfin le thème du don de soi, du sacrifice muet et insensé consenti pour autrui. En effet, l'avorteur, qui risque la prison, demande comme seul payement de ses services une relation sexuelle avec la colocataire de la femme enceinte. Le film est donc une interrogation sur le prix exorbitant, qu'elle est prête ou non à payer, dans sa propre chair, pour tirer d'affaire son amie. C'est le nœud gordien de l'intrigue : que ce soit dans un avortement ou un droit de cuissage, la dictature nous oblige à payer ce coût non seulement dans nos trajectoires de vies mais aussi et surtout dans nos corps mêmes.